# Lars-Olof Delsing
Lars-Olof Delsing, född 1959 i Umeå, är en svensk språkvetare och sedan 2004 professor i nordiska språk vid Lunds universitet. Hans forskning har i första hand behandlat grammatik och språkhistoria, men han har även arbetat med dialektologi och internordisk språkförståelse.

## Biografi
Lars-Olof Delsing föddes 1959 i Umeå, men familjen flyttade strax därefter till Lycksele och 1962 till Malmö, där han växte upp. Efter att ha gått ut från Malmö latinskola 1978 arbetade han några år på långvården på MAS, Malmö allmänna sjukhus. 
Sedan studerade han vid Lunds universitet med avsikten att bli lärare, men bytte spår och disputerade 1993 där på avhandlingen The Internal Structure of Noun Phrases in the Scandinavian Languages: A Comparative Study. Den behandlar nominalfrasens (substantivfrasens) uppbyggnad i de olika nordiska språken och i olika nordiska dialekter. Variation vad gäller ordföljd och böjning beskrivs, jämförs och förklaras. Inte minst tar han upp och beskriver vad som ibland kallas för norrländsk partitiv, till exempel Mjölka (mjölken) ä go 'Mjölk är gott', där substantiv (nominalfraser) i bestämd form används för att uttrycka en obestämd mängd av något eller har allmän betydelse. Nominalfrasen i nordiska språk undersöktes vidare i ett par artiklar i antologin Dialektsyntaktiska studier av den nordiska nominalfrasen, som kom ut 2003 (Novus förlag, Oslo). Andra grammatiska fenomen som Delsing har studerat är ordföljdsförändringar och morfologiska förändringar i svensk språkhistoria, till exempel förlusten av OV-ordföljd, framväxten av prepositionsstrandning(en) och kilkonstruktionen samt kasusböjningens bortvittrande. I samband med det senare har han myntat beteckningarna Lilla katastrofen och Stora katastrofen för de två vågor av kasusbortfall som skedde i fornsvenska omkring år 1300 respektive 1450. Delsing har även undersökt genitiv-s och foge-s, och tillsammans med Gunlög Josefsson så kallad kollektiviserande genitiv i uttryck som Larssons i betydelsen 'Larssons gård/familj/grupp'. Han har även behandlat exklamativer, till exempel Som här ser ut!, Att ni aldrig kan städa! och Vilka stora fötter du har! samt kvantifikatorerna mycket och lite, som tycks ha olika betydelser och grammatiska egenskaper beroende på om de är betonade eller obetonade (jfr Jag HAR lite pengar och Jag har LITE pengar). Han har även gjort en filologisk studie av den fornsvenska texten Konungastyrelsen.
Från starten 2002 ledde Delsing projektet "Internordisk språkförståelse i en tid med ökad internationalisering", där språkförståelsen bland ungdomar i Norden undersöktes. Projektet initierades av Nordiska språkrådet. Slutrapporten, som är samförfattad med Katarina Lundin Åkesson, Håller språket ihop Norden?, kom ut 2005. Delsing har även varit ledamot i Expertgruppen Nordens språkråd (ENS), som sorterar under Nordiska ministerrådet. 
Delsing har initierat och även byggt upp stora delar av Fornsvenska textbanken, en textsamling (korpus) med framför allt fornsvenska texter som är sökbara. Delsing är redaktör för tidskriften Arkiv för nordisk filologi och leder sedan många år tillsammans med Gunlög Josefsson Grammatikseminariet vid Språk- och Litteraturcentrum vid Lunds universitet.
Under arbete är en större översikt över svensk syntaxhistoria (tillsammans med Cecilia Falk, Stockholm).
Delsing har innehaft olika uppdrag vid Institutionen för nordiska språk, där han har varit prefekt, och vid Språk- och Litteraturcentrum, där han har varit lärarkollegieordförande. Hans undervisning har i första hand handlat om  grammatik och språkhistoria.

## Utmärkelser, ledamotskap och priser
- Ledamot av Vetenskapssocieteten i Lund (LVSL, 1998)[5]
- Stipendium till Harry Martinsons minne (2013)[6]

## Familj
Familjen hette ursprungligen Johansson i efternamn, men bytte 1965 till namnet Delsing. Fadern Tore Delsing (1921–2002) var ingenjör och modern Ann-Marie Delsing (1930–2018) skräddare. Lars-Olof Delsing är bror till Jerker Delsing och Per Delsing.